# خطر المعاناة الفلكية

شبكة النطاق والشدة من ورقة بوستروم "الوقاية من المخاطر الوجودية كأولوية عالمية"

مخاطر المعاناة الفلكية والتي تسمى أيضًا مخاطر المعاناة هي مخاطر تنطوي على معاناة أكبر بكثير من كل ما حدث على الأرض حتى الآن. تُصنف أحيانًا على أنها فئة فرعية من المخاطر الوجودية.
تشمل مصادر المخاطر المحتملة الذكاء الاصطناعي المتجسد،  والذكاء الفائق،  واستعمار الفضاء، والذي قد يؤدي إلى حروب مستمرة وكارثية،  وزيادة هائلة في معاناة الحيوانات البرية من خلال إدخال الحيوانات البرية، التي "تعيش عمومًا حياة قصيرة وبائسة مليئة أحيانًا بأشد المعاناة وحشية"، إلى كواكب أخرى، إما عن قصد أو عن غير قصد.
حذر الباحث في أخلاقيات الذكاء الاصطناعي "ستيفن أومبريلو" من أن الحوسبة البيولوجية قد تجعل تصميم النظام أكثر عرضة للمخاطر.
تم اقتراح الفُقدان المُستحث للذاكرة كطريقة للتخفيف من المخاطر الفائقة في الذكاء الاصطناعي الواعي المحاصر وأنظمة بيولوجية معينة قريبة من الذكاء الاصطناعي مثل الأُرغانويدات الدماغية.
جادل ديفيد بيرس بأن الهندسة الوراثية هي خطر فائق محتمل. وزعم أنه بينما يمكن أن يؤدي التمكن التكنولوجي من محور المتعة والألم وحل المشكلة الصعبة للوعي إلى الإمكانية المحتملة للقضاء على المعاناة، فقد يؤدي أيضًا إلى زيادة مستوى التباين في المدى الذي يمكن أن تعاني منه الكائنات الحية. وبأن هذه التقنيات قد تجعل من الممكن إنشاء "ألم شديد" من مستويات المعاناة التي تتجاوز المدى البشري. كما يجادل بوجود مخاطر فائقة أخرى أكثر غرابة، مثل تلك التي يطرحها تفسير العوالم المتعددة لميكانيكا الكم.

## قراءة إضافية
- Baumann, Tobias (2022). Avoiding the Worst: How to Prevent a Moral Catastrophe (بالإنجليزية). Independently published. ISBN:979-8359800037. Archived from the original on 2024-10-07. Retrieved 2024-10-15. {{استشهاد بكتاب}}: |صحيفة= تُجوهل (help)
- Metzinger, Thomas (19 Feb 2021). "Artificial Suffering: An Argument for a Global Moratorium on Synthetic Phenomenology". Journal of Artificial Intelligence and Consciousness (بالإنجليزية). 08: 43–66. DOI:10.1142/S270507852150003X. ISSN:2705-0785.
- Minardi, Di (15 Oct 2020). "The grim fate that could be 'worse than extinction'". بي بي سي عبر الإنترنت (بالإنجليزية). Archived from the original on 2023-07-20. Retrieved 2021-02-11.
- Baumann, Tobias (2017). "S-risks: An introduction". Center for Reducing Suffering (بالإنجليزية). Archived from the original on 2021-06-19. Retrieved 2021-02-10.
- Althaus, David; Gloor, Lukas (14 Sep 2016). "Reducing Risks of Astronomical Suffering: A Neglected Priority". Center on Long-Term Risk (بالإنجليزية). Archived from the original on 2024-12-11. Retrieved 2021-02-10.